# Траянос Петканис
Траянос Петканис (на гръцки: Τραϊανός Πετκάνης) е гръцки политик, областен управител (номарх) на Лерин от 1 януари 1995 до 31 август 1998 година.

## Биография
Роден е в 1952 година в леринското село Долно Крещино (Като Клинес). Служи като генерален секретар на министерството на Македония и Тракия. В 1994 година става първият избран номарх на Лерин, подкрепен от ПАСОК и Коалицията на радикалната левица и избран още на първи тур с 53,34% от гласовете. Номарх е на областта от 1 януари 1995 до 31 декември 1998 година.
Умира на 11 октомври 2021 година. Погребан е в Долно Клещино.